# Blood Falls
Les Blood Falls – littéralement, « cascades de sang » – sont une coulée d'oxyde de fer en marge du glacier Taylor, dans les vallées sèches de McMurdo, en terre Victoria, dans la dépendance de Ross (revendiquée par la Nouvelle-Zélande), dans l'Antarctique oriental.

## Historique
Ce dépôt rougeâtre a été découvert par le géologue Thomas Griffith Taylor en 1911 dans la vallée qui porte son nom, la vallée de Taylor.

## Description
Les hydroxydes de fer, peu solubles, se déposent après que les ions ferreux, présents dans l'eau riche en sel, se sont oxydés au contact de l'oxygène atmosphérique. Ces ions proviennent de l'ancienne poche d'eau de mer de l'océan Austral qui fut piégée dans le fjord par le glacier au Miocène, il y a cinq millions d'années, lorsque le niveau de la mer était plus haut qu'aujourd'hui.

## Écosystème
Le glacier Taylor cache un lac où s'est développé un écosystème isolé du reste du monde. Cet écosystème est constitué de bactéries autotrophes qui métabolisent les ions sulfates et ferreux,. La géomicrobiologiste Jill Mikucki du Dartmouth College y a isolé pas moins de 17 types de microbes. Cet endroit particulier offre une vue sur un écosystème extrême sans nécessiter de forage coûteux et sans risque de contamination.

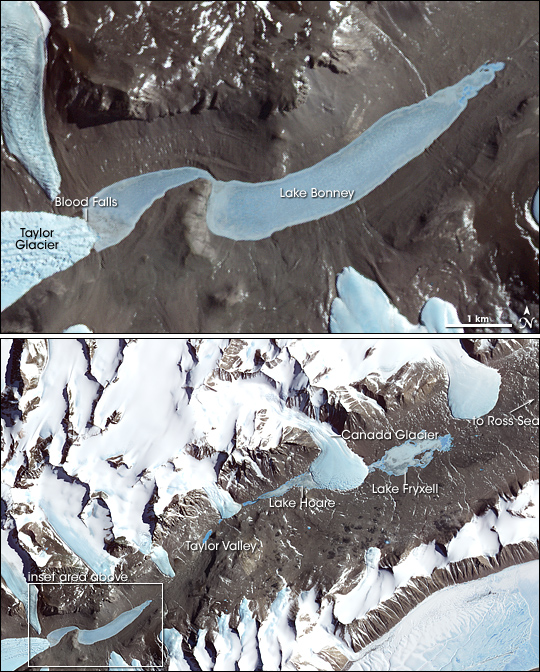
Image satellite légendée de la vallée de Taylor avec la localisation des cascades de sang.
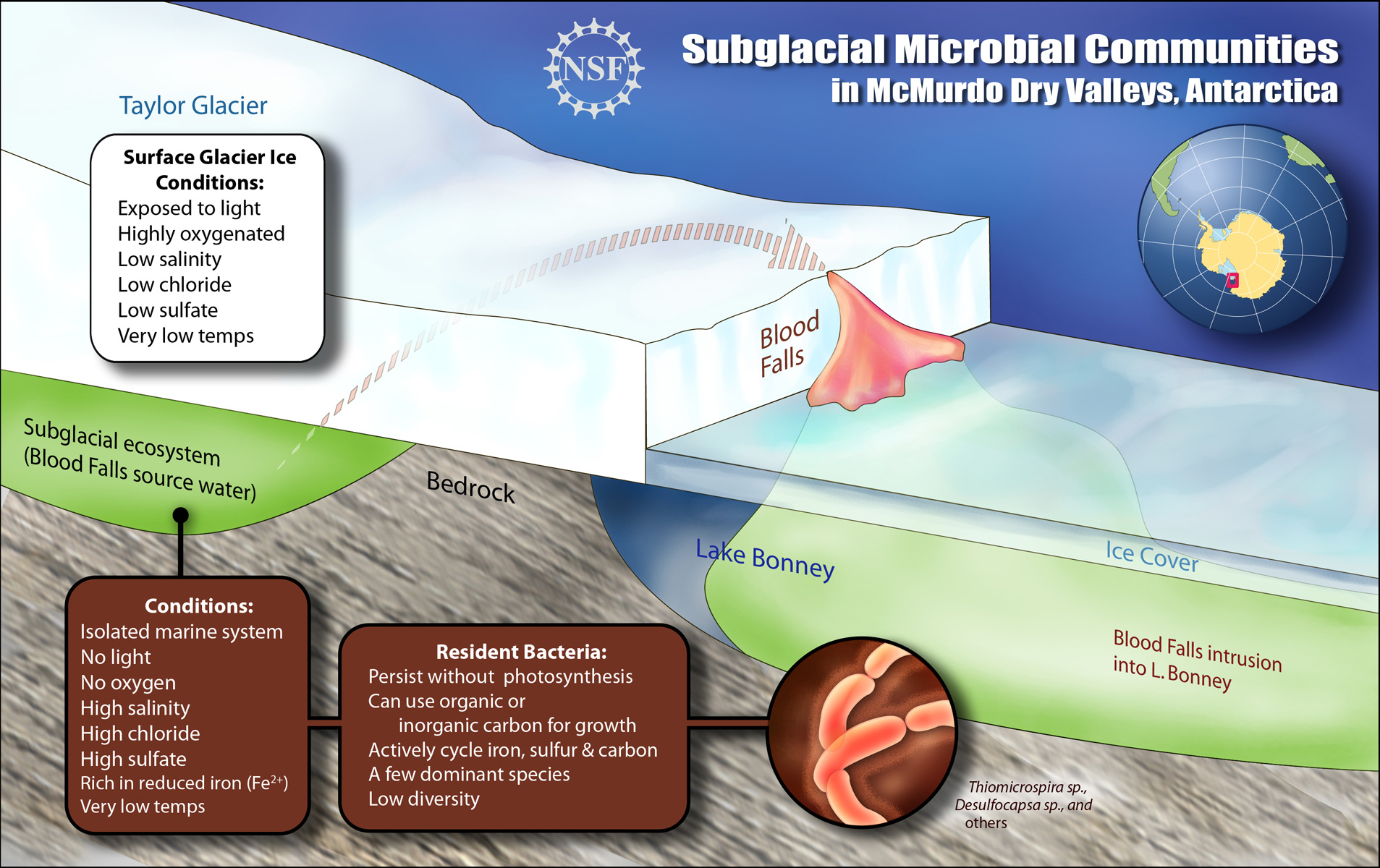
Schéma explicatif du processus des cascades de sang.